# Церква святого Стефана (Єрусалим)
Церква святого Стефана — римо-католицька церква з титулом малої базиліки, присвячена першомученику Стефану, що знаходиться разом їз прилягаючим до неї домініканським монастирем у новому місті Єрусалима на Nablus Road.

## Історія будівлі

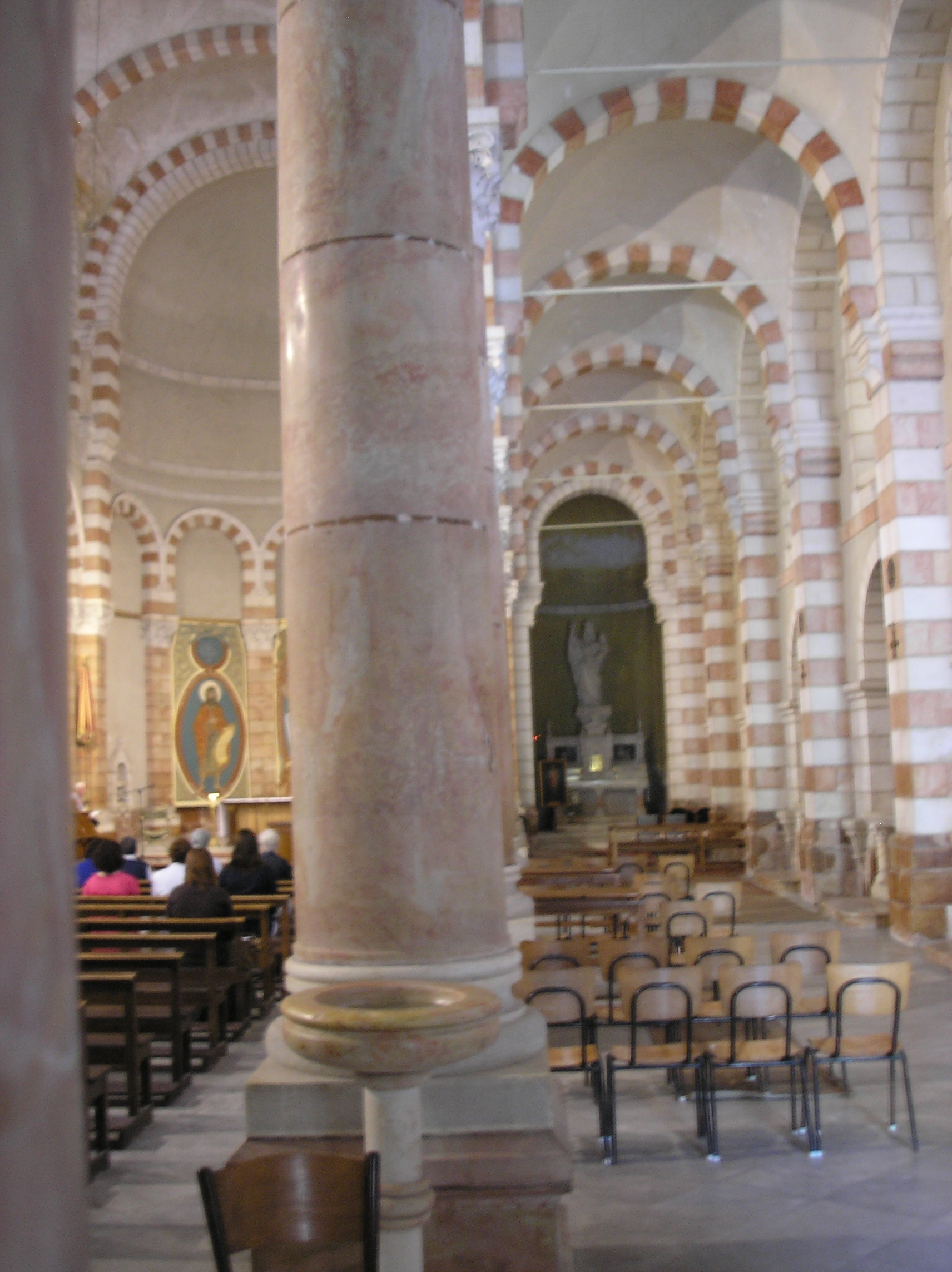
Інтер'єр церкви

У 415 році знайдено реліквії святого Стефана, першого священномученика-християнина у Єрусалимі. За опікою Елії Євдокії — дружини імператора Феодосія II на місці мученицької смерті святого Стефана будується перша базиліка, яку було освячено у 450 році. У 614 році церква згоріла. Хрестоносці відновлюють споруду. Проте вже у 1187 році після завоювання Єрусалима Салах ад-Діном, церкву знову руйнують.
У 1881 році французькі монахи ордену домініканців викуповують у влади землю із руїнами будівлі та проводять археологічні розкопки на цьому місці. У результаті над старим фундаментом у 1900 році збудовано трьохнавову церкву у якій частково видно фрагменти мозаїки, що збереглися від старих будівель.